# Podział administracyjny Budapesztu

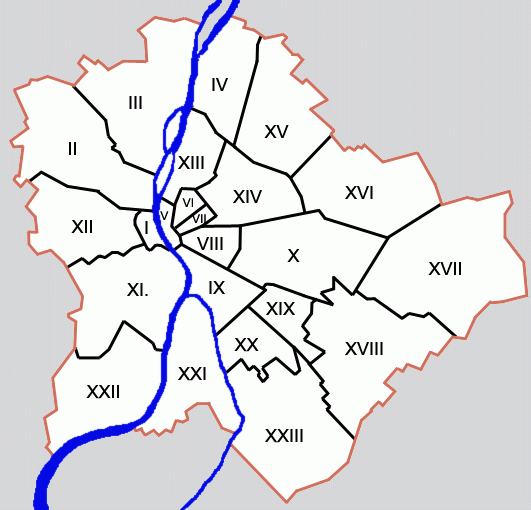
Dzielnice Budapesztu

Podział administracyjny Budapesztu – aktualnie (od 1994 roku) miasto Budapeszt jest podzielone na 23 dzielnice ((węg.) kerület). Każda z dzielnic posiada własny samorząd.

## Historia

### Połączenie trzech miast
W chwili połączenia Budy, Óbudy i Pesztu (1873 rok) w nowo powstałym Budapeszcie było 10 dzielnic, w tym siedem w Peszcie. Oznaczano je liczbami rzymskimi – ta tradycja przetrwała do dziś. Były to:
- I – Zamek, Tabán, Krisztinaváros,
- II – Országút i Víziváros,
- III – Újlak i Ó-Buda (wówczas jeszcze pisane z myślnikiem),
- IV – Belváros (Śródmieście),
- V – Lipótváros,
- VI – Terézváros,
- VII – Erzsébetváros,
- VIII – Józsefváros,
- IX – Ferencváros,
- X – Kőbánya.

### Czasy międzywojenne
W r. 1930 utworzono cztery nowe dzielnice – po dwie na każdym brzegu Dunaju. Dzielnicę XI i XII wydzielono z dotychczasowej I dzielnicy; XI (wówczas Szentimreváros, obecnie Újbuda) zaczęła funkcjonować od 1934 r., XII (Hegyvidék) – od 1940. Dzielnice XIII i XIV utworzono w ten sposób, że z dotychczasowych dzielnic V, VI, VII i X wycięto obszar ograniczony od pd.-wsch. obecną al. György Dózsa, od południa ul. Kerepesi, od pn.-wsch. północną koleją obwodową, a od zachodu Dunajem, a następnie podzielono go na część zachodnią (dzielnica XIII, działająca od 1938 r.) i wschodnią (dzielnica XIV, działająca od 1935 r.). Linia podziału biegła na linii kolejowej Dworzec Nyugati – Vác.

### Rozszerzenie granic miasta w 1950 r.
1 stycznia 1950 r. przyłączono do Budapesztu:
7 miast na prawach komitatu:
- Budafok
- Csepel
- Kispest
- Pestszenterzsébet
- Pestszentlőrinc
- Rákospalota
- Újpest,

16 gmin:
- Albertfalva
- Békásmegyer
- Budatétény
- Cinkota
- Mátyásföld
- Nagytétény
- Pesthidegkút
- Pestszentimre
- Pestújhely
- Rákoscsaba
- Rákoshegy
- Rákoskeresztúr
- Rákosliget
- Rákosszentmihály
- Sashalom
- Soroksár

oraz 3 obszary wydzielone z trzech innych gmin (na jednym z nich powstało lotnisko Ferihegy).
Tak powstałe miasto było 2,5 razy większe od dotychczasowego. Podzielono je na 22 dzielnice. Dotychczasową IV skasowano, granice pozostałych 13 w różnym stopniu zmieniono. Spośród przyłączonych obszarów cztery dołączono do istniejących dzielnic, z pozostałych 22 utworzono 9 nowych dzielnic. Numer IV otrzymał leżący najbardziej na północ Újpest, pozostałe ponumerowano od XV do XXII. Numeracja jest zgodna z ruchem wskazówek zegara zaczynając od środka.

### Lata 90. XX wieku
Ostatnia zmiana w podziale administracyjnym Budapesztu miała miejsce w 1994 roku, kiedy z obszaru dotychczasowej XX dzielnicy Pesterzsébet wydzielono jako osobne osiedle Soroksár, które stworzyło dzielnicę XXIII.

## Obecny podział
| numer | nazwa oficjalna               | herb | data powstania | ludność | powierzchnia w km² | gęstość zaludnienia (osób/km²) | burmistrz          |
| ----- | ----------------------------- | ---- | -------------- | ------- | ------------------ | ------------------------------ | ------------------ |
| I     | Várkerület                    |      | 17.11.1873     | 24 528  | 3,41               | 7193                           | Gábor T. Nagy      |
| II    | brak – II dzielnica           |      | 17.11.1873     | 88 011  | 36,34              | 2422                           | Zsolt Láng         |
| III   | Óbuda-Békásmegyer             |      | 17.11.1873     | 123 889 | 39,70              | 3121                           | Balázs Bús         |
| IV    | Újpest                        |      | 1.01.1950      | 99 050  | 18,82              | 5263                           | Zsolt Wintermantel |
| V     | Belváros-Lipótváros           |      | 17.11.1873     | 27 342  | 2,59               | 10 557                         | Antal Rogán        |
| VI    | Terézváros                    |      | 17.11.1873     | 43 377  | 2,38               | 18 226                         | Zsófia Hassay      |
| VII   | Erzsébetváros                 |      | 17.11.1873     | 64 767  | 2,09               | 30 989                         | Zsolt Vattamány    |
| VIII  | Józsefváros                   |      | 17.11.1873     | 85 173  | 6,85               | 12 434                         | Máté Kocsis        |
| IX    | Ferencváros                   |      | 17.11.1873     | 63 697  | 12,53              | 5084                           | János Bácskai      |
| X     | Kőbánya                       |      | 17.11.1873     | 81 475  | 32,49              | 2508                           | Róbert Kovács      |
| XI    | Újbuda                        |      | 1.03.1934      | 145 510 | 33,49              | 4345                           | Tamás Hoffmann     |
| XII   | Hegyvidék                     |      | 1.07.1940      | 55 776  | 26,68              | 2091                           | Zoltán Pokorni     |
| XIII  | Újlipótváros-Angyalföld       |      | 15.06.1938     | 118 320 | 13,44              | 8804                           | József Tóth        |
| XIV   | Zugló                         |      | 15.06.1935     | 123 786 | 18,13              | 6828                           | Ferenc Papcsák     |
| XV    | brak – XV dzielnica           |      | 1.01.1950      | 79 779  | 26,94              | 2961                           | Tamás László       |
| XVI   | brak – XVI dzielnica          |      | 1.01.1950      | 68 235  | 33,51              | 2036                           | Péter Kovács       |
| XVII  | Rákosmente                    |      | 1.01.1950      | 78 537  | 54,82              | 1433                           | Levente Riz        |
| XVIII | Pestszentlőrinc-Pestszentimre |      | 1.01.1950      | 94 663  | 38,60              | 2452                           | Attila Ughy        |
| XIX   | Kispest                       |      | 1.01.1950      | 62 210  | 9,38               | 6632                           | Péter Gajda        |
| XX    | Pesterzsébet                  |      | 1.01.1950      | 63 887  | 12,18              | 5245                           | Ákos Szabados      |
| XXI   | Csepel                        |      | 1.01.1950      | 76 976  | 25,75              | 2989                           | Szilárd Németh     |
| XXII  | Budafok-Tétény                |      | 1.01.1950      | 51 071  | 34,25              | 1491                           | Attila Szabolcs    |
| XXIII | Soroksár                      |      | 11.12.1994     | 19 982  | 40,77              | 490                            | Ferenc Geiger      |

## Osiedla
Większość dzielnic (kerület) jest podzielona na mniejsze jednostki (városrész), które odpowiadają polskim osiedlom.
| dzielnica kerület                     | osiedla városrész |
| ------------------------------------- | --- |
| I – Várkerület                        | Gellérthegy (część), Krisztinaváros (część), Tabán (część), Vár i Víziváros (część) |
| II – II dzielnica                     | Adyliget, Budakeszierdő (część), Budaliget, Csatárka, Erzsébetliget, Erzsébettelek, Felhévíz, Gercse, Hársakalja, Hárshegy, Hűvösvölgy, Kővár, Kurucles, Lipótmező, Máriaremete, Nyék, Országút, Pálvölgy, Pasarét, Pesthidegkút-Ófalu, Petneházyrét, Remetekertváros, Rézmál, Rózsadomb, Szemlőhegy, Széphalom, Szépilona, Szépvölgy, Törökvész, Újlak (część), Vérhalom, Víziváros (część), Zöldmál |
| III – Óbuda-Békásmegyer               | Aquincum, Aranyhegy, Békásmegyer, Csillaghegy, Csúcshegy, Filatorigát, Hármashatárhegy, Kaszásdűlő, Mátyáshegy, Mocsárosdűlő, Óbuda, Óbudaisziget, Remetehegy, Rómaifürdő, Solymárvölgy, Táborhegy, Testvérhegy, Törökkő, Újlak (część), Ürömhegy |
| IV – Újpest                           | Istvántelek, Káposztásmegyer, Megyer, Népsziget (część), Székesdűlő, Újpest |
| V – Belváros-Lipótváros               | Belváros, Lipótváros |
| VI – Terézváros                       | Terézváros |
| VII – Erzsébetváros                   | Erzsébetváros, Istvánmező (część) |
| VIII – Józsefváros                    | Istvánmező (część), Józsefváros, Kerepesdűlő, Tisztviselőtelep |
| IX – Ferencváros                      | Ferencváros, Gubacsidűlő, József Attila lakótelep |
| X – Kőbánya                           | Felsőrákos, Gyárdűlő, Keresztúridűlő, Kőbánya-Kertváros, Kúttó, Laposdűlő, Ligettelek, Népliget, Óhegy, Téglagyárdűlő, Újhegy |
| XI – Újbuda                           | Albertfalva, Dobogó, Gazdagrét, Gellérthegy (część), Hosszúrét, Kamaraerdő, Kelenföld, Kelenvölgy, Kőérberek, Lágymányos, Madárhegy, Őrmező, Örsöd, Péterhegy, Pösingermajor, Sasad, Sashegy (część), Spanyolrét, Szentimreváros, Tabán (część) |
| XII – Hegyvidék                       | Budakeszierdő (część), Csillebérc, Farkasrét, Farkasvölgy, Istenhegy, Jánoshegy, Kissvábhegy, Krisztinaváros (część), Kútvölgy, Magasút, Mártonhegy, Németvölgy, Orbánhegy, Sashegy (część), Svábhegy, Széchenyihegy, Virányos, Zugliget |
| XIII – Újlipótváros-Angyalföld        | Angyalföld, Margitsziget, Népsziget (część), Újlipótváros, Vizafogó |
| XIV – Zugló                           | Alsórákos, Herminamező, Istvánmező, Kiszugló, Nagyzugló, Rákosfalva, Törökőr, Városliget |
| XV dzielnica                          | Pestújhely, Rákospalota, Újpalota |
| XVI dzielnica                         | Árpádföld, Cinkota, Mátyásföld, Rákosszentmihály, Sashalom |
| XVII – Rákosmente                     | Akadémiaújtelep, Madárdomb, Rákoscsaba, Rákoscsaba-Újtelep, Rákoshegy, Rákoskeresztúr, Rákoskert, Rákosliget, Régiakadémiatelep |
| XVIII – Pestszentlőrinc-Pestszentimre | Alacskai úti lakótelep, Almáskert, Bélatelep, Belsőmajor, Bókaytelep, Erdőskert, Erzsébettelep, Ferihegy, Ganzkertváros, Ganztelep, Gloriett-telep, Halmierdő, Havanna-telep, Kossuth Ferenc-telep, Lakatostelep, Liptáktelep, Lónyaytelep, Miklóstelep, Rendessytelep, Szemeretelep, Szent Imre-kertváros, Szent Lőrinc-telep, Újpéteritelep                                                         |
| XIX – Kispest                         | Kispest, Wekerletelep |
| XX – Pesterzsébet                     | Gubacsipuszta, Kossuthfalva, Pacsirtatelep, Pesterzsébet, Pesterzsébet-Szabótelep |
| XXI – Csepel                          | Csepel-Belváros, Csepel-Kertváros, Csepel-Ófalu, Csepel-Rózsadomb, Csepel-Szabótelep, Csillagtelep, Erdőalja, Erdősor, Gyártelep, Háros, Királyerdő, Királymajor, Szigetcsúcs |
| XXII – Budafok-Tétény                 | Baross Gábor-telep, Budafok, Budatétény, Nagytétény |
| XXIII – Soroksár                      | Millenniumtelep, Soroksár, Soroksár-Újtelep |

Dzielnice mogą nadać sobie własną nazwę oficjalną (np. Erzsébetváros), która funkcjonuje obok nazwy z numerem, nadanej przez państwo (np. VII dzielnica miasta stołecznego Budapeszt – Budapest főváros VII. kerülete – taką formę ma nazwa oficjalna). Dzielnice: II, XIII, XV i XVI nie posiadają nazwy oficjalnej.